# Nicéforo Lukanes
Nicéforo Lukanes (en griego: Νικηφόρος Λουκάνης) fue un aristócrata bizantino activo en el Despotado de Morea en la década de 1450.

## Biografía
Nicéforo Lukanes era de ascendencia noble, pero se sabe poco sobre sus primeros años de vida. Se le menciona por primera vez durante la revuelta de Morea de 1453-1454, siendo encarcelado por el déspota de Morea, Tomás Paleólogo, debido a sus simpatías con los rebeldes albaneses y por favorecer una postura pasiva hacia el Imperio otomano. Fue liberado con la ayuda de los rebeldes albaneses, pero fue recapturado por el déspota Tomás y encarcelado en Mistrá, la capital del Despotado de Morea.
En 1454/1455 fundó una capilla dedicada a Cristo Salvador en Mistrá. Luchó contra Mateo Paleólogo Asen, pero posteriormente gobernó la fortaleza del Acrocorinto junto con él. Desde el 15 de mayo de 1458, resistió en el Acrocorinto contra las fuerzas del sultán Mehmed II durante la invasión de Morea por este último, hasta que él y Mateo Asen capitularon y entregaron la fortaleza el 6 de agosto del mismo año.
En 1459 aconsejó a Tomás Paleólogo que se levantara contra los otomanos, lo que condujo a la destrucción final del Despotado y a su propia muerte en 1459 o 1460.